# Macmillan Cancer Support

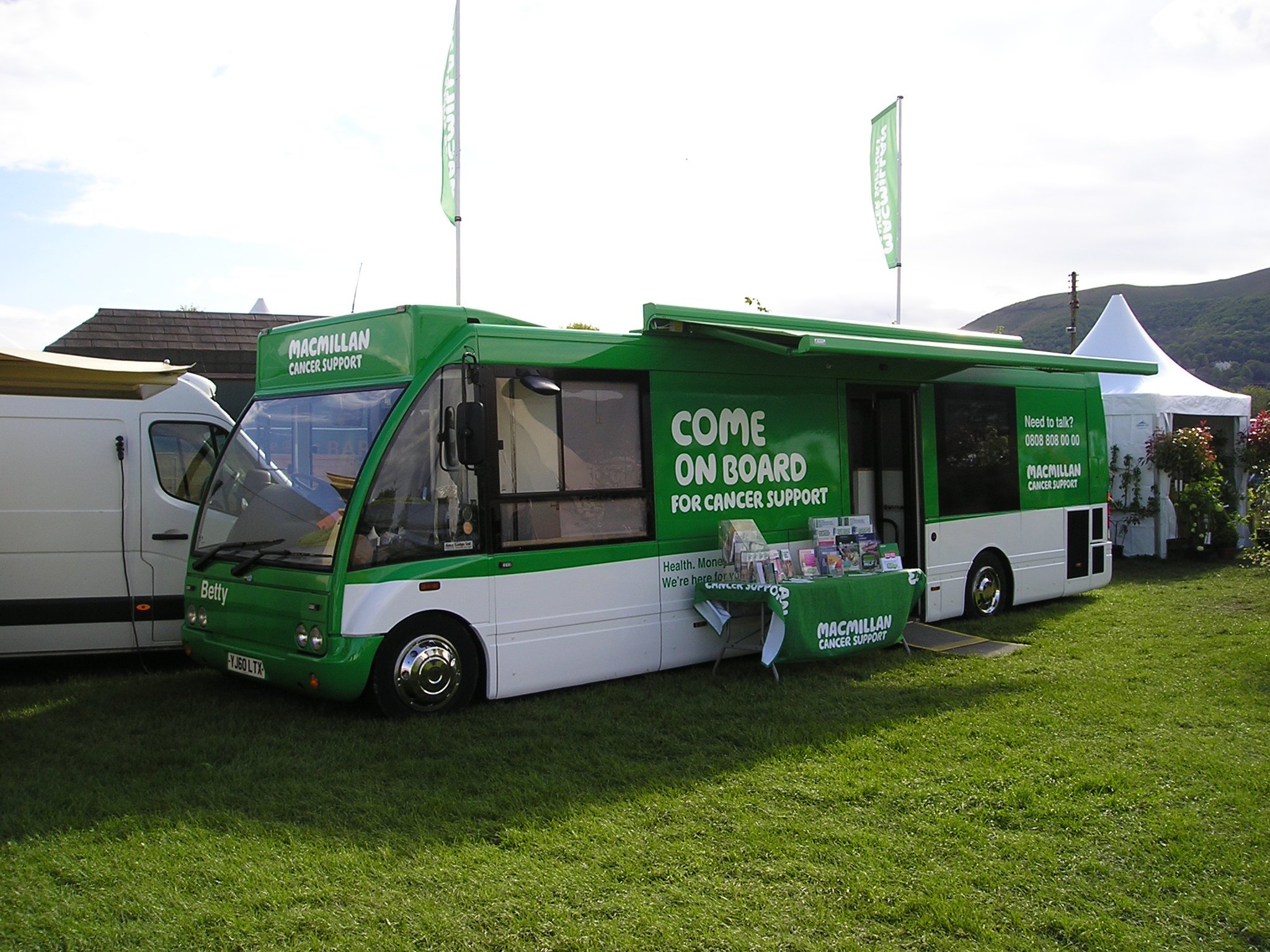
Autobús de l'organització.

Macmillan Cancer Support és una de les ONG més grans del Regne Unit, que proporciona atenció sanitària especialitzada, informació i ajuda econòmica a persones afectades pel càncer. A part d'ajudar amb les necessitats mèdiques d'aquestes persones, Macmillan també mira a l'impacte social, emocional i pràctic que pot tenir el càncer. També promouen projectes per una millor atenció als pacients afectats pel càncer. L'objectiu de l'organització és el de millorar i arribar a totes aquelles persones que sofreixen càncer al Regne Unit.

## Història
L'ONG va ser creada sota el nom Society for the Prevention and Relief of Cancer (Societat per la Prevenció i l'Alleujament del Càncer), el 1911 per Douglas Macmillan, després de la mort del seu pare per culpa d'aquesta malaltia. El 1924 es va canviar el nom a National Society fo Cancer Relief (Societat Nacional per l'Alleujament del Càncer), fins al 1989 quan va tornar a canviar de nom per Cancer Relief Macmillan Fund (Fons Macmillan per l'ajut contra el Càncer). Des del 5 d'abril de 2006 va adoptar el nom actual de Macmillan Cancer Support (Macmillan suport pel Càncer), ja que reflecteix de manera més precisa el seu rol de donar suport a aquelles persones que viuen amb càncer. Ha adoptat els principis de ser una "font de suport" i una "força pel canvi".
Macmillan Cancer Support és una de les 50 ONGs més grans del Regne Unit classificada per despesa anual. Està governat per una junta directiva i un equip de gestió executiva. L'oficina principal es troba a Londres.

## Esdeveniments
Macmillan organitza una sèrie d'esdeveniments de recaptació anuals, que inclouen jòguing, golf i ciclisme. El més conegut és el Matí Cafeter més gran del món, que ha recaptat un total de £75 milions des que va començar el 1991.

## Polèmica sobre els mètodes de recaptació
Macmillan va rebre crítiques quan va col·locar publicitat a Facebook i Google associant-se amb l'activitat de recaptació viral, l'Ice Bucket Challenge. Es va suggerir que l'objectiu de la campanya de màrqueting de Macmillan era desviar les visites web i consegüentment les donacions i la creació de consciència de ONGs més petites, amb les quals s'havia associat el repte, principalment aquelles relacionades amb la malaltia de les motoneurones (com l'esclerosi lateral amiotròfica).